# Divlji peršin
Divlji peršin (etuza, mala kukuta, lat. Aethusa), jednogodišnji biljni rod iz porodice štitarki koji čini jedna jedina vrsta, divlji peršin (Aethusa cynapium), poznata i kao mala kukuta. 
Divlji peršin otrovna je biljka raširena po gotovo cijeloj Europi, zapadnoj Aziji i sjevernoj Africi. Naraste do 80 cm. visine. Stabljika je uspravna, zelena, glatka i šuplja. Korijen bijele boje je tanak i vretenast, a listovi tamnozelene boje, nasuprotni, koji kada se smrve imaju neugodan miris.
Rod je dobio ime po kćeri Posejdona i Alkione, a ime vrste cynapium, po grčkom cyon, cynos (=pas) i apium (=celer), što bi značilo pasji celer.
Bilo je trovanja ljudi s ovom biljkom koja su završila smrtnim slučajevima, jer je biljka nalik celeru. Životinje je izbjegavaju, osim koza koje zatim daju otrovano mlijeko.
U Hrvatskoj se smatra za korov.

## Podvrste
- Aethusa cynapium subsp. cynapium
  - Aethusa subsp. cynapium var. agrestis Wallr.
- Aethusa cynapium subsp. elata (Hoffm.) Schübl. & G.Martens

## Domaći nazivi
- divlji peršin (Hr), Domac, R., 1994,
- divlji peršun, Hirc, D., 1908,
- kokoruša, Šulek, B., 1879,
- kozji pršek, Šulek, B., 1879,
- petrožil divji, Šulek, B., 1879,
- petržil pasji, Šulek, B., 1879,
- trubelika drobna, Šulek, B., 1879,
- peršunak trolapni, Schlosser, J.C.K.; Vukotinović, Lj., 1876,
- mala kukuta, Kušan, F., 1956

## Galerija
- Aethusa cynapium
- Aethusa cynapium
- Aethusa cynapium
- Aethusa cynapium, plodovi
- Aethusa cynapium